# Kragilan (Mojosongo)
Kragilan is een bestuurslaag in het regentschap Boyolali van de provincie Midden-Java, Indonesië. Kragilan telt 5043 inwoners (volkstelling 2010).